# Élection présidentielle de 2008 en république populaire de Chine
L'élection présidentielle chinoise de 2008 se tient le 15 mars 2008 afin d'élire au suffrage indirect le président de la république populaire de Chine.
Seul candidat, Hu Jintao, est réélu président. Xi Jinping est élu vice-président,.

## Système électoral
Le Président de la république populaire de Chine est élu pour cinq ans par les députés de l'Assemblée nationale populaire.

## Candidats
- Hu Jintao, réélu secrétaire général du Parti communiste chinois lors du 17e congrès national en 2007.

## Résultats
| Candidat                 | Candidat                 | Parti                    | Voix  | %     |
| ------------------------ | ------------------------ | ------------------------ | ----- | ----- |
|                          | Hu Jintao                | PCC                      | 2 956 | 99,73 |
|                          |                          |                          |       |       |
| Votes valides            | Votes valides            | Votes valides            | 2 956 | 99,73 |
| Votes blancs et nuls     | Votes blancs et nuls     | Votes blancs et nuls     | 8     | 0,27  |
| Total                    | Total                    | Total                    | 2 964 | 100   |
| Abstention               | Abstention               | Abstention               | 16    | 0,54  |
| Inscrits / participation | Inscrits / participation | Inscrits / participation | 2 980 | 99,46 |